# (17) Thetis
(17) Thetis – jedna z wielu średniej wielkości planetoid z pasa głównego.

## Odkrycie
Planetoida została odkryta 17 kwietnia 1852 roku w obserwatorium w Düsseldorfie przez Karla Theodora Roberta Luthra.
Nazwa pochodzi od Tetydy (Tetis), która była nereidą i żoną Peleusa oraz matką Achillesa w mitologii greckiej.

## Orbita
Orbita (17) Thetis jest nachylona do płaszczyzny ekliptyki pod kątem 5,59°. Na jeden obieg wokół Słońca ciało to potrzebuje 3 lata i 323 dni, krążąc w średniej odległości 2,47 j.a. od Słońca. Średnia prędkość orbitalna tej asteroidy to ok. 18,87 km/s.

## Właściwości fizyczne
(17) Thetis ma średnicę około 85 km. Jej albedo wynosi 0,19, a jasność absolutna około 7,93m. Średnia temperatura na jej powierzchni sięga 173 K. Planetoida ta zalicza się do asteroid typu S. Na jej powierzchni w dużych ilościach występują krzemiany. Asteroida ta rotuje w czasie ok. 12 godzin i 16 minut.